# La Colline des bottes
Série
Les Quatre de l'Ave Maria
Pour plus de détails, voir Fiche technique et Distribution.
La Colline des bottes (titre original: La collina degli stivali) est un western spaghetti réalisé par Giuseppe Colizzi sorti en 1969. Il a été ré-exploité par la suite sous les titres Trinita va tout casser et Griffe pour griffe.

## Synopsis
À Liberty City, Cat, un cow-boy traqué par les hommes de Finch qui veulent lui dérober ses titres de propriété d'une concession minière, se réfugie dans la roulotte d'un cirque qui quitte la ville le lendemain. Aidé par la troupe du cirque qui le cache, il reprend doucement ses forces, jusqu'au jour où Joe, un jeune trapéziste avec lequel il avait sympathisé, est assassiné en pleine représentation. 
Cat fait alors appel à son ami Hutch Bessy afin de faire face à Finch et ses hommes, venger Joe, mais aussi pour rétablir la justice pour les chercheurs d'or massivement spoliés et assassinés par Finch et sa bande.

## Fiche technique
Le film est sorti dans une première version de 89 min, puis une deuxième rallongée et comportant des scènes supplémentaires et montées dans un ordre différent. Ceci ne modifie pas fondamentalement l'histoire.
Durée : 89 ou 99 minutes
genre : western

## Distribution
- Terence Hill (VF : Daniel Gall) : Cat Stevens ou Trinita
- Bud Spencer (VF : Claude Bertrand) : Arch Hutch Bessy
- Woody Strode (VF : Bachir Touré) : Thomas
- Eduardo Ciannelli (VF : Gérard Férat) : Boone - il Giudice
- Glauco Onorato : Finch
- George Eastman : Baby Doll
- Nazzareno Zamperla (VF : Philippe Ogouz) : Franz
- Raffaele Mottola (VF : Jean-François Laley) : M. Collins
- Wayde Preston (VF : Edmond Bernard) : McGavin père
- Lionel Stander (VF : André Valmy) : M. Loyal Samuel Bachannale
- Maurizio Manetti (VF : Robert Liensol) : Joe, le jeune trapéziste
- Victor Buono (VF : Henri Poirier) : Honey Fisher
- Enzo Fiermonte (VF : René Arrieu) : Sharp

## Autour du film
- C'est le dernier film d'une trilogie comportant Dieu pardonne... moi pas !, (Dio perdona... io no!) (1967) et Les Quatre de l'Ave Maria (I quattro dell'Ave Maria) (1968), tous réalisés par Giuseppe Colizzi.
- Dans le rôle de Finch, on trouve Glauco Onorato. Ce dernier doublera la voix de Bud Spencer dans des rôles de personnages américains (notamment dans Deux super-flics et Pair et impair), Spencer n'y pouvant imposer son accent napolitain.